# あんこ巻き
あんこ巻き（あんこまき）は、小麦粉の生地で小豆餡を巻いた鉄板焼きの菓子。あんこ焼き、あん巻きなどとも呼ばれる。東京のお好み焼き屋、もんじゃ焼き屋にみられる。
江戸時代の東京に、助惣焼という小豆餡を薄い生地で包んだ菓子が存在していた。あんこ巻きはそれを模したものと考えられ、もんじゃ焼きやどんどん焼きなどと共に、明治大正の時代から駄菓子として販売されていた。歴史は古い菓子であるが提供する店は少なく、東京都民に限っても知名度はあまり高くない。

## 作り方
水溶き小麦粉を薄いクレープ状に焼き上げ、細長く伸ばした餡を中心に巻いて作る。生地に白玉粉を混ぜ込んだり、餡以外に求肥や砂糖漬けのアンズなどを巻き込んだりすることもある。
東京のもんじゃ焼きやお好み焼きの形式に従い、店員ではなく客が自分で焼いて作ることが多い。店によっては好みで黒蜜やシロップをかけるよう薦められることもある。